# Chalcoela pegasalis
Chalcoela pegasalis là một loài bướm đêm trong họ Crambidae.